# Bladrolkevers
De bladrolkevers of sigarenmakers (Attelabidae) zijn een familie van kevers uit de superfamilie snuitkevers (Curculionoidea). De wetenschappelijke naam van de familie werd in 1820 als 'Attelabides' voorgesteld door Gustav Johan Billberg. De familie is sterk verwant aan de familie Rhynchitidae en sommige auteurs beschouwen Rhynchitidae als een synoniem van Attelabidae.
Het typegeslacht is Attelabus Linnaeus, 1758. Onder meer de eikenbladrolkever (Attelabus nitens) is een vertegenwoordiger van deze familie. De Malagassische girafkever Trachelophorus giraffa valt op door zijn lange nek.
De vrouwtjes in deze groep bereiden de legplaats van hun eieren op een bijzondere manier voor. Ze kauwen eerst aan weerszijden van de hoofdnerf een spleet in een blad. Ze leggen dan een eitje aan de top van het blad. Dankzij de spleten in het blad kunnen ze dan het blad opvouwen langs de hoofdnerf en vervolgens vanaf de tip naar de bladsteel toe oprollen tot een cilinder, waarin het ei is opgeborgen. Ten slotte kauwen ze de bladsteel gedeeltelijk door zodat het blad zal verwelken en uiteindelijk afvallen. De larve ontwikkelt zich in en voedt zich met de "sigaar", en verpopt ofwel in het blad ofwel in de bodem. Er kunnen meerdere generaties in een jaar uitkomen.

## Taxonomische indeling
Patrice Bouchard et al. (2011) verdeelden de familie in de volgende onderfamilies en geslachtengroepen, waarbij zij de Rhynchitidae tot de Attelabidae hebben gerekend:
- Onderfamilie Attelabinae Billberg, 1820 (typegenus: Attelabus)
  - Geslachtengroep Attelabini Billberg, 1820 (typegenus: Attelabus)
  - Geslachtengroep Euopini Voss, 1925 (typegenus: Euops Schönherr, 1839)
  - Geslachtengroep Pilolabini Voss, 1925 (typegenus: Pilolabus Jekel, 1860)
- Onderfamilie Apoderinae Jekel, 1860 (typegenus: Apoderus A.G. Olivier, 1807)
  - Geslachtengroep Apoderini Jekel, 1860 (typegenus: Apoderus)
  - Geslachtengroep Clitostylini Voss, 1929 (typegenus: Clitostylus Voss, 1929)
  - Geslachtengroep Hoplapoderini Voss, 1926 (typegenus: Hoplapoderus Jekel, 1860)
  - Geslachtengroep Trachelophorini Voss, 1926 (typegenus: Trachelophorus Jekel, 1860)
- Onderfamilie Rhynchitinae Gistel, 1848 (typegenus: Rhynchites Schneider, 1791)
  - Geslachtengroep Auletini Desbrochres des Loges, 1908 (typegenus: Auletes Schönherr, 1826)
  - Geslachtengroep Auletorhinini Voss, 1935 (typegenus: Auletorhinus Voss, 1935)
  - Geslachtengroep Byctiscini Voss, 1923 (typegenus: Byctiscus C.G. Thomson, 1859)
  - Geslachtengroep Cesauletini Legalov, 2003 (typegenus: Cesauletes Hamilton, 1983)
  - Geslachtengroep Deporaini Voss, 1929 (typegenus: Deporaus Samouelle, 1819)
  - Geslachtengroep Minurini Legalov, 2003 (typegenus: Minurus G.R. Waterhouse, 1842)
  - Geslachtengroep Rhinocartini Voss, 1931 (typegenus: Rhinocartus Voss, 1922)
  - Geslachtengroep Rhynchitini Gistel, 1848 (typegenus: Rhynchites Schneider, 1791)
- Onderfamilie Isotheinae Scudder, 1893 (typegenus: Isothea Scudder, 1893)
  - Geslachtengroep Isotheini Scudder, 1893 (typegenus: Isothea)
  - †Geslachtengroep Toxorhynchini Scudder, 1893 (typegenus: Toxorhynchus Scudder, 1893)
- Onderfamilie Pterocolinae Lacordaire, 1865 (typegenus: Pterocolus Schönherr, 1833)